# Palitaw

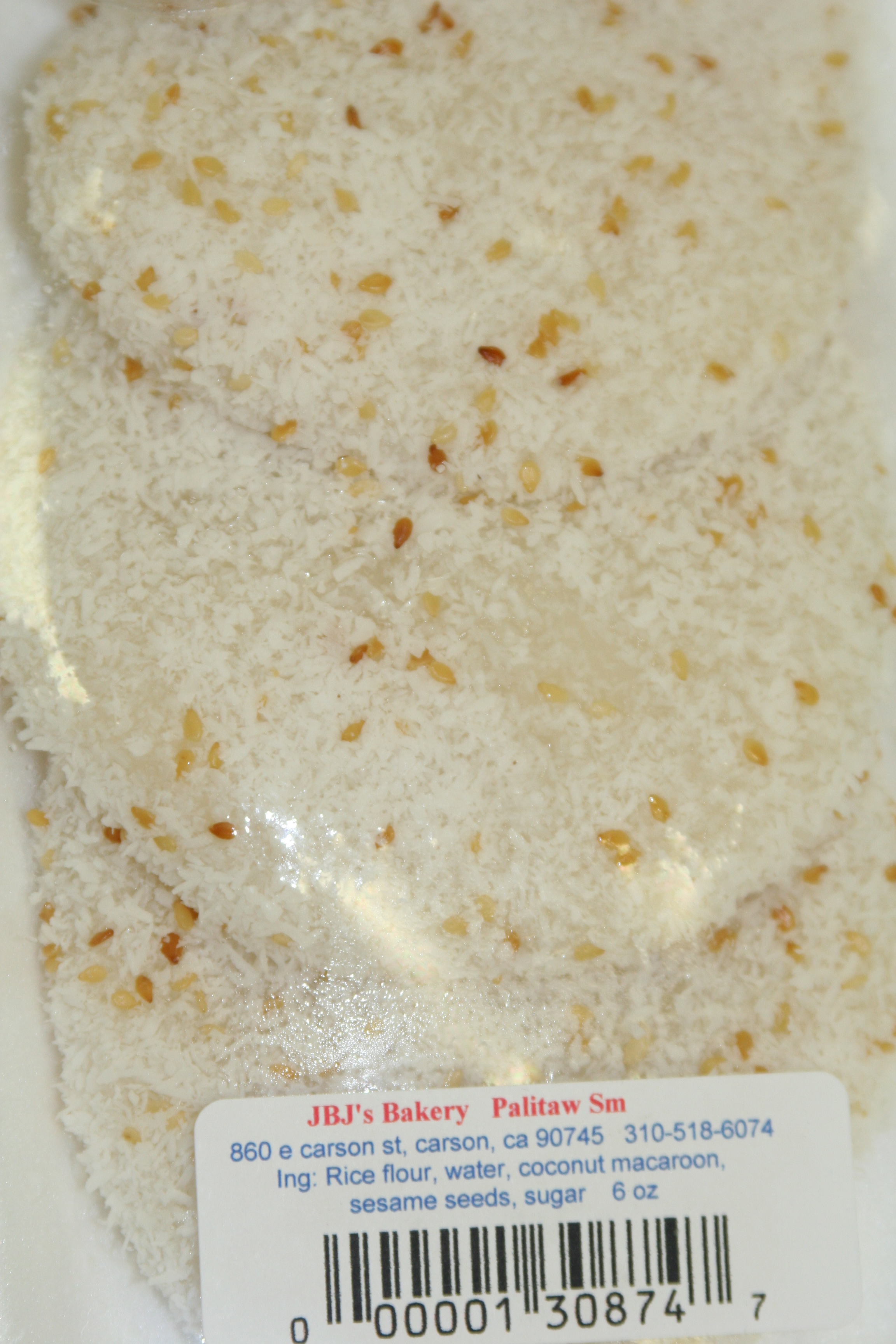
Palitaw envasado.

El palitaw es un pastel de arroz pequeño, plano y dulce consumido en las Filipinas. Se hace con malagkit (arroz glutinoso) lavado, remojado y luego molido. Se cuecen echando cucharadas de la masa al agua hirviendo, donde flotan hasta la superficie como discos planos, indicando que están listos. Al servirlos, estos discos planos se recubren con coco rallado y se acompañan con una salsa para mojar consistente en azúcar y semillas de sésamo tostadas.